# Xã Haines, Quận Centre, Pennsylvania
Xã Haines (tiếng Anh: Haines Township) là một xã thuộc quận Centre, tiểu bang Pennsylvania, Hoa Kỳ. Năm 2010, dân số của xã này là 1.564 người.